# La planta sagrada
La Planta Sagrada ("Plant Teacher" en inglés) es una novela estadounidense publicada el 2011, que fue escrita por Ellen Alderton usando el nombre de pluma Caroline Alethia (y traducida por Ana María Renjel y William Torrez). El libro ha sido reconocido en varios Premios Indie incluyendo la final de los Premios de los Libros Internacionales, finalista en el Festival del Libro Verde, mención honorífica en el Festival del Libro de Hollywood, mención honorífica en el Festival del Libro de París
y mención honorífica en el Festival del Libro de Halloween. El libro fue ganador de la categoría ficción viajes/ensayos de los Premios Ebook Globales.
La novela, que retrata a un grupo de estadounidenses expatriados en Bolivia viviendo con el telón de fondo del gobierno de Evo Morales y su poder creciente, ha sido descrito como un libro “poderoso” y un libro que “debe leerse” por el colaborador del Huffington Post, Joel Hirst. Este autor remarca que: “es claro que la autora –que vivió en Bolivia- fue obligada como muchas personas que viven en el extranjero a darle sentido a sus experiencias personales y a las cosas que había visto”.

## Trama
El libro La Planta Sagrada comienza en 1972 cuando un hippie en Oakland, California, hala la cadena de un baño y expulsa una jeringa de LSD ante la previsión de una redada policial. Treinta años después, la rebelde parafernalia de la droga encuentra su destino final en un pantano en Los Yungas, Bolivia, el cordón umbilical entre los Andes y la Amazonía. A lo largo del viaje, la jeringa ha adquirido poderes homeopáticos superpotentes y la esencia que exuda de la jeringa provoca alucinaciones, lo que no es del conocimiento de los locales que usan la flora del pantano para hacer pociones tradicionales.
Mientras tanto, dos jóvenes estadounidenses, Cheryl Lewis y Martín Bánzer, han ido a Bolivia por razones opuestas. Martín quiere cerrar su pasado y la reciente muerte de su padre boliviano. Cheryl, mientras tanto, quiere forjar una carrera y un futuro en La Paz. Martín es rico e introvertido, pero Cheryl es pobre y extrovertida. Los dos forman una amistad improbable con el telón de fondo de un país balanceándose entre la dictadura y la revolución.
El libro tiene una larga lista de personajes incluyendo los siete hermanos de Martín y su madrastra, Carmen; un misionero en Bolivia, Gus; el novio de Cheryl de vuelta en Estados Unidos, Jonathan; Merci, la jefa de Cheryl que es medio boliviana y medio canadiense; y los Lilas, la familia anfitriona de Cheryl.
Bolivia despierta el gusto por la aventura de los personajes principales y Martín se encuentra a sí mismo experimentando con plantas alucinógenas indígenas, mientras Cheryl pasa de una relación sentimental a otra. Cuando Martín experimenta alucinaciones permanentes después de un viaje a la jungla brasileña para probar una droga local denominada caapi, él culpa a la droga de sus visiones. Poco importa que él sepa que en realidad se ha infectado permanentemente a sí mismo tomando la poción de una botella que compró en el lago Titicaca hecha de la vegetación del pantano plagado por la  jeringa.
Para Navidad, la dominante hermana mayor de Martín, Karen, lo lleva de vuelta a la jungla brasileña donde él tuvo su experiencia con el caapi para obtener un ejemplo de la droga y examinarlo. El examen, sin embargo, no es concluyente y no permite plantear un tratamiento para las alucinaciones de Martín.
Martín acude a Cheryl para que lo ayude a solucionar sus inquietantes visiones y ella decide llevar a cabo una sesión de terapia con él y en el estilo de Alfred Adler, interpreta sus memorias tempranas. El resultado de su análisis adleriano concluye que Martín ha tenido siempre una tendencia a no pensar mucho antes de dar un paso hacia adelante y que además tiene dificultades para establecer relaciones sentimentales con mujeres.
Mientras tanto, el ambiente político en Bolivia se deteriora a medida que el presidente incrementa su popularidad y la oposición plantea su disconformidad violentamente,  Martín y Cheryl se ven forzados a dejar Bolivia cuando las relaciones con los Estados Unidos empeoran. En la víspera de la partida de Cheryl, ellos hacen el amor. Martín espera que sea el comienzo de una relación seria, pero Cheryl se siente ambivalente acerca de esta posibilidad.
En el cuarto de hotel de Martín, Cheryl admira la colección de pociones que Martín ha adquirido mientras vivió en Bolivia. Ella bebe de una de la pequeñas botellas que se supone traen suerte para el amor. Poco importa que los dos sepan que esa es la botella que ha sido contaminada por la jeringa homeopática de LSD. A pesar de que los dos grandes personajes no se dan cuenta de ello, el lector se queda con la idea de que ahora Cheryl experimentará inquietantes alucinaciones tal como ocurre con Martín.